# Réserve marine de La Palma
La Réserve marine de La Palma est une aire marine protégée créée au sud-ouest de l'île de La Palma sur les Îles Canaries en 2001,.
Cette réserve marine est une Zone spéciale de conservation (ZSC) et une Zone de protection spéciale (ZPS) du réseau Natura 2000 définie par la Convention de Ramsar visant la conservation des types d'habitats et des espèces animales et végétales.

## Description
La réserve marine atteint 1 000 m de profondeur au large et couvre 3 455 ha hectares de la côte sud-ouest de l'île de La Palma. Elle est unique pour  ses fonds marins qui ont été transformés par l'Éruption volcanique de La Palma de 2021. Elle permet la pratique de certains engins de pêche et de la plongée sous-marine. En revanche, dans la partie considérée de la Réserve Marine Intégrale, seules les activités à des fins scientifiques sont autorisées.
Elle a été déclarée réserve marine par le Ministère de l'Agriculture le 18 juillet 2001.
Elle fait également partie de la réserve de biosphère de La Palma, avec le reste du territoire de l'île.

## Faune et flore
Les fonds rocheux sont tapissés d'algues dont une algue brune qui est protégée, la Treptacantha abies-marina. Ils abritent de nombreux invertébrés espèces animales dont la grande cigale de mer (Scyllarides latus) qui est protégée. Parmi l'ichtyofaune, de nombreuses espèces son recensées comme le mérou (Mycteroperca fusca),la saupe (Sarpa salpa), la sériole (Seriola), le poisson-perroquet (Sparisoma cretense),...
Parmi les mammifères se trouvent la tortue marine et la tortue caouanne (Caretta caretta), les dauphins (dont le grand dauphin),...

## Galerie

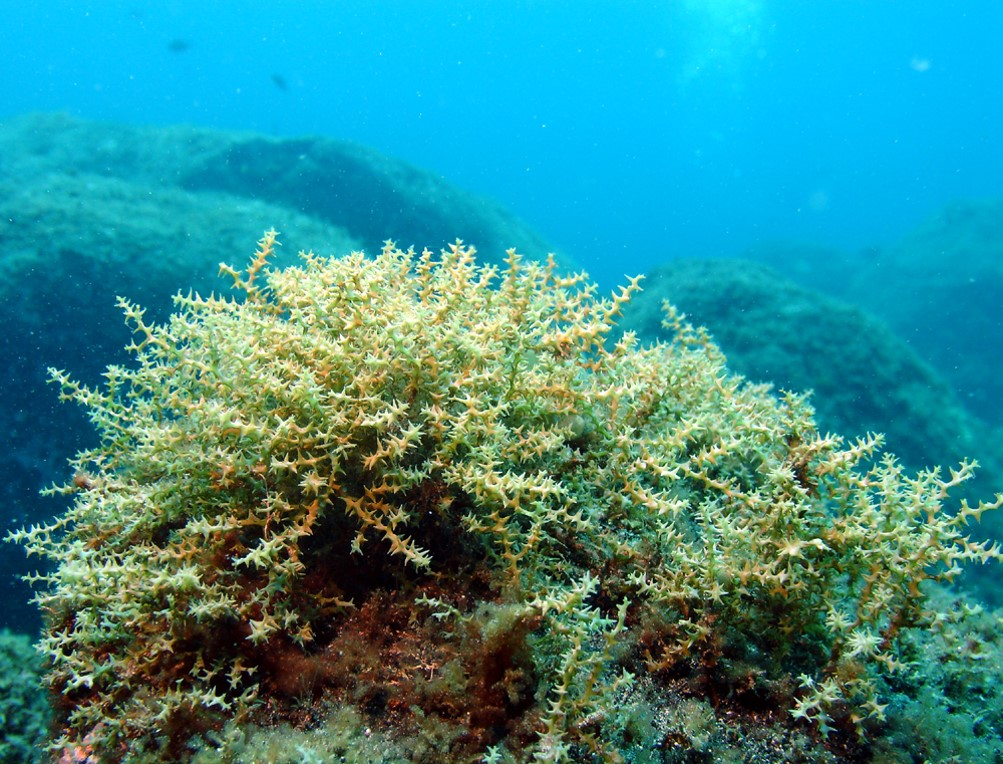
Treptacantha abies-marina
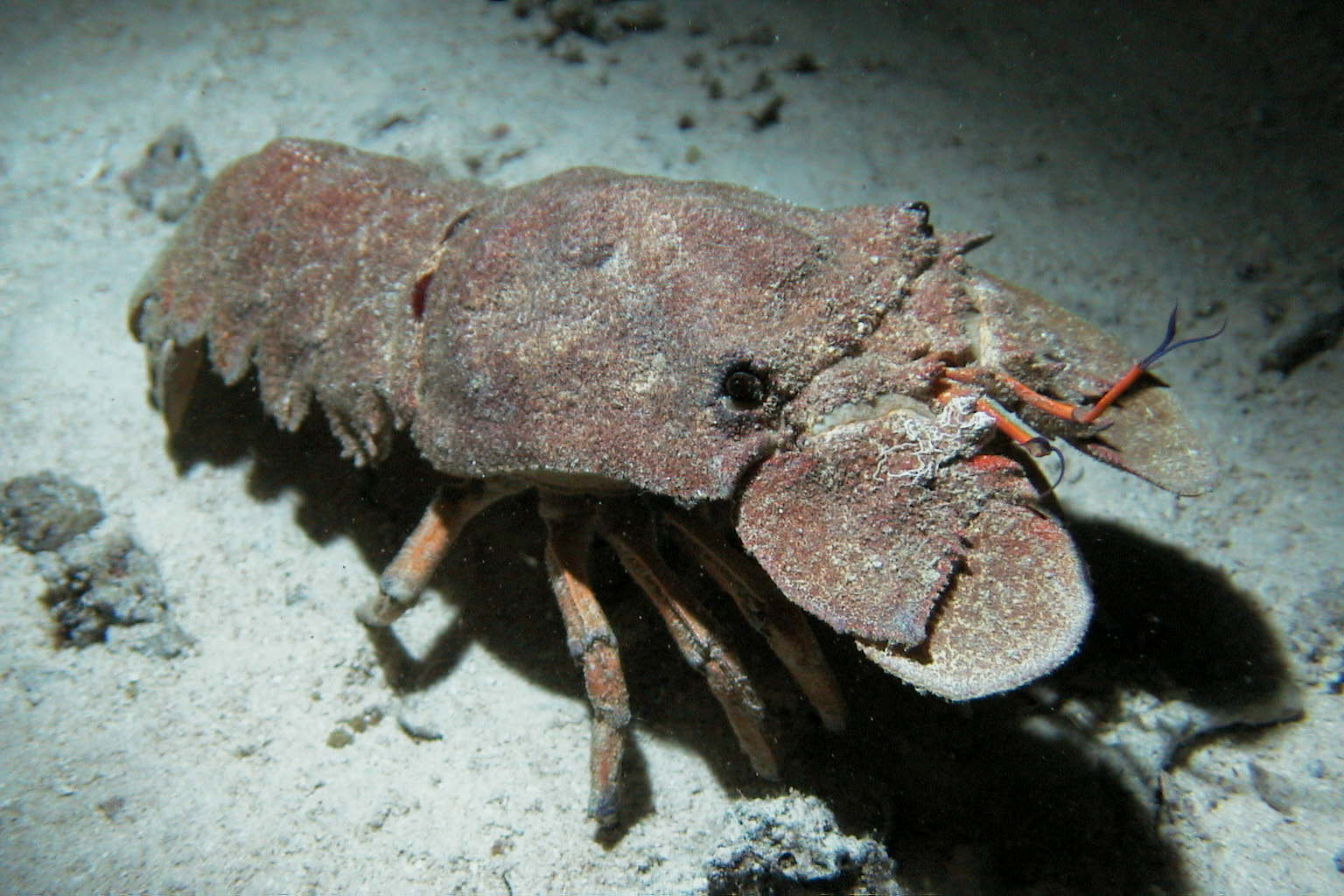
Grande cigale de mer
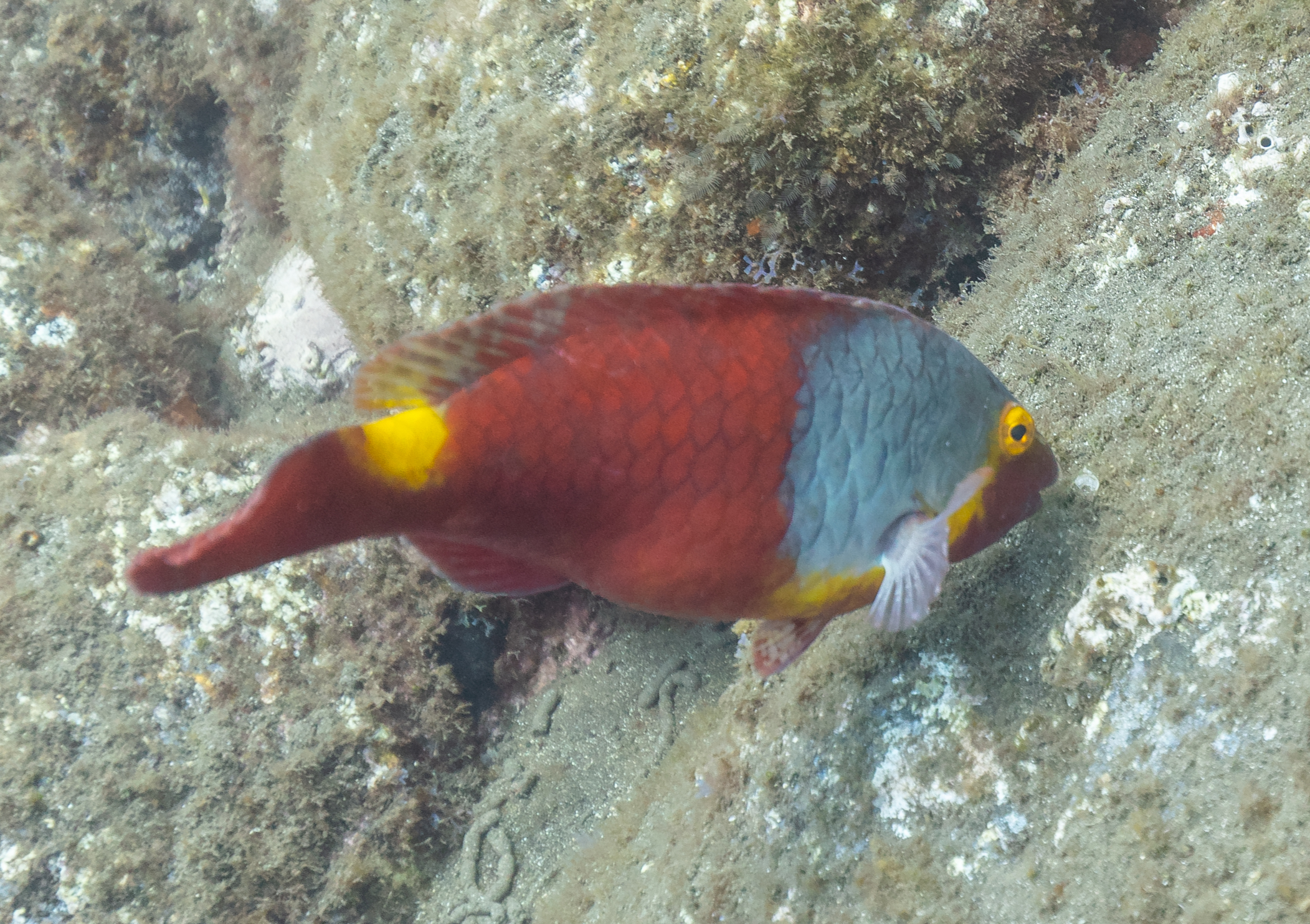
Poisson-perroquet
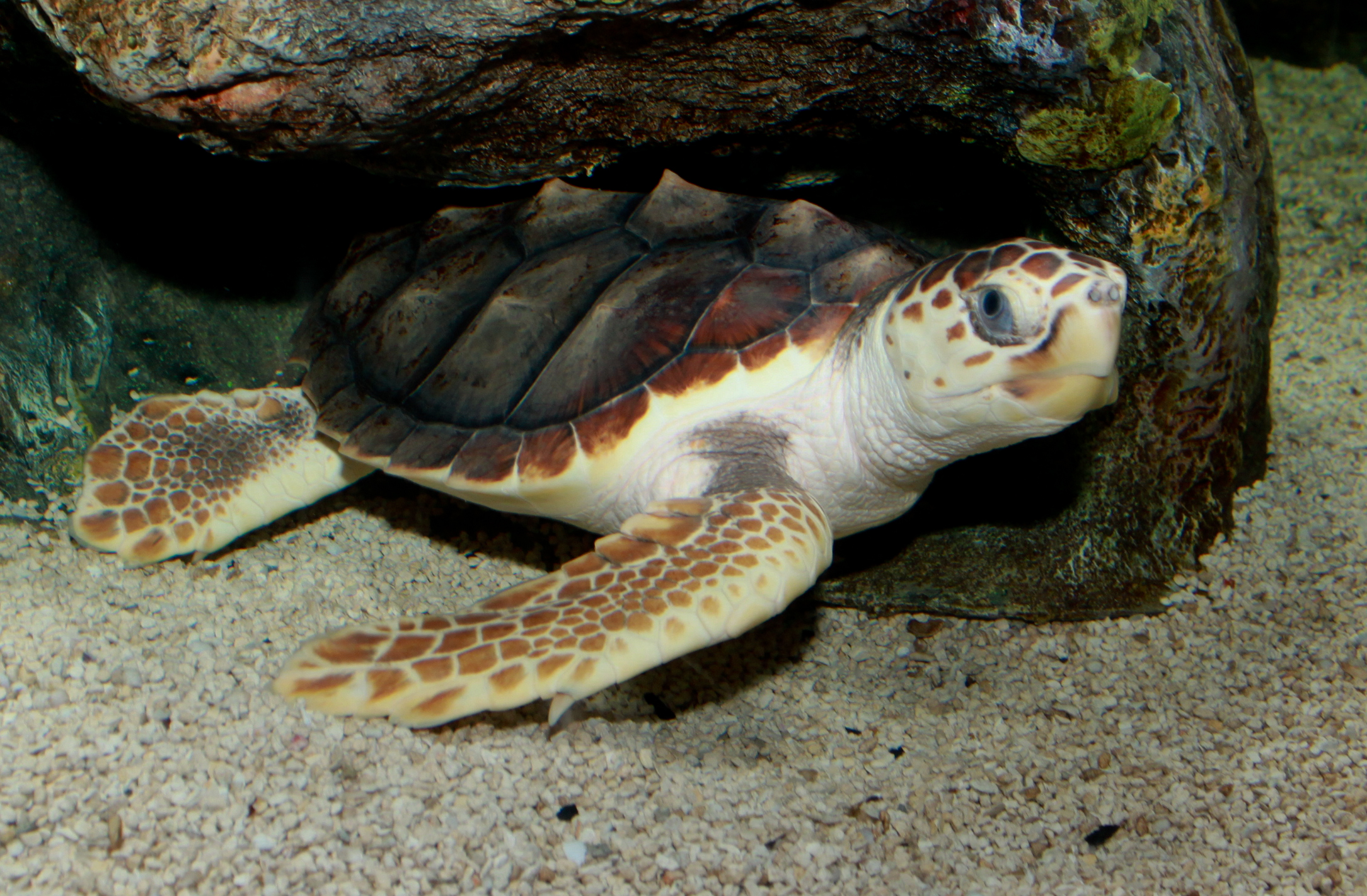
Tortue caouanne